# 동구권 경제

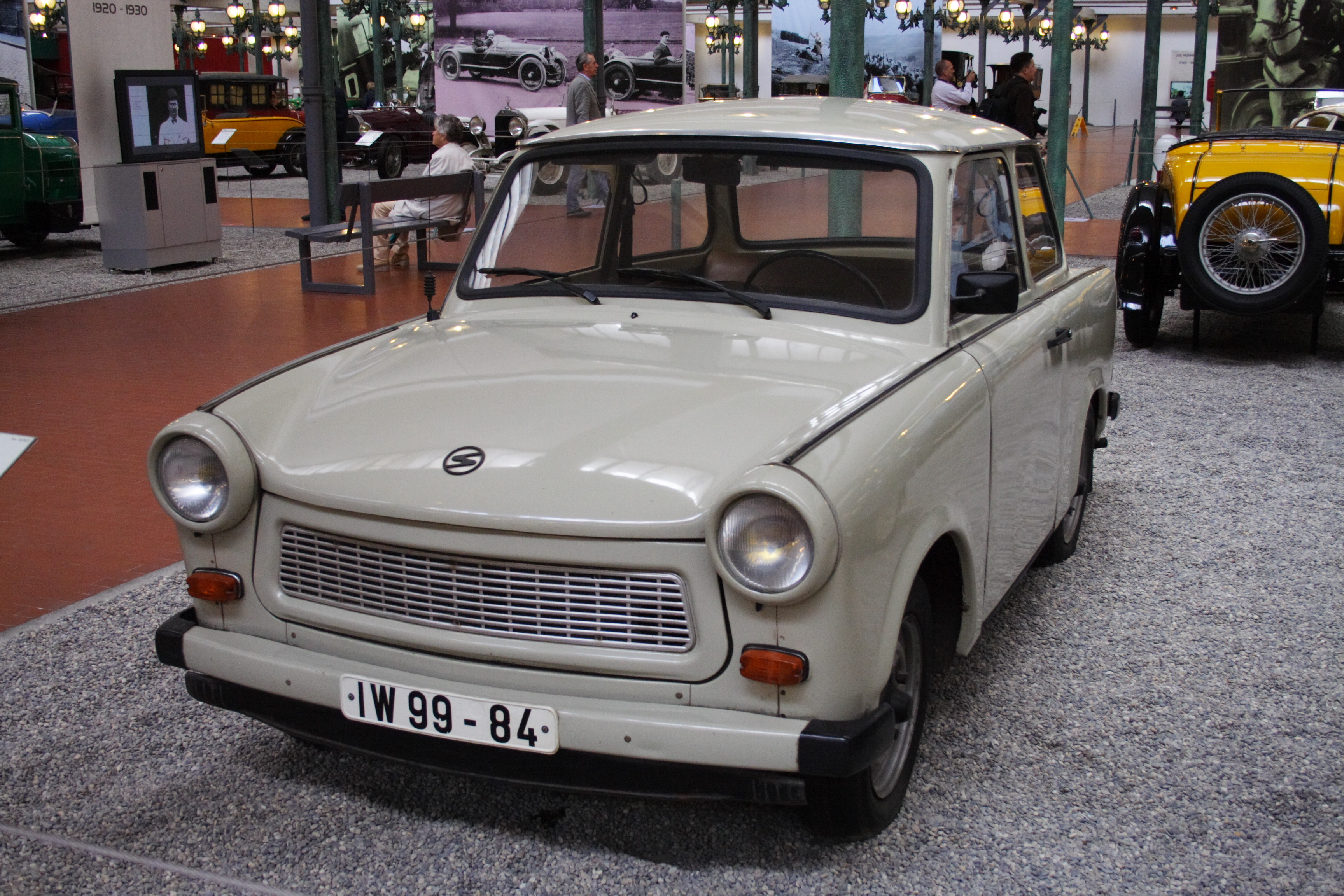
트라반트(Trabant) 601 리무진 한 대. 트라반트는 1957년에서 1989년까지 동독에서 생산된 자동차로, 동구권 전역으로 수출되었다.

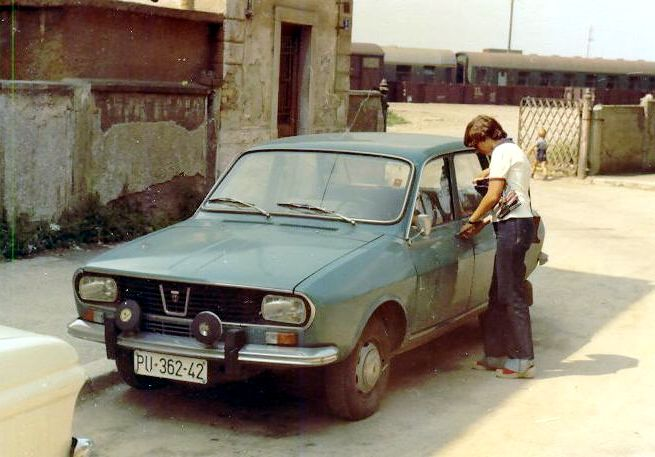
어느 루마니아 사람이 다치아(Dacia) 1300을 만들고 있다. 이 차는 1983년까지 생산되었다.

동구권 경제는 구 동구권 국가들의 주요 경제 상황과 지표, 그리고 이에 따른 경제 정책 및 사회 분위기 등을 총칭하는 용어이다.  시장의 조짐이 잘 나타나지 않았고, 중앙 계획자들의 잘못된 발전으로 인해 결핍 경제에 빠지게 되었다. 동구권은 또한 상당량의 재화를 소련에 의지하였다.
기술적 후진성은 서방 국가들로부터의 수입 의존도를 높였고, 이는 다시 서방 통화에 대한 수요를 증가시켰다. 동구권 국가들은 파리 클럽(중앙은행)과 런던 클럽(민간 은행)으로부터 막대한 차관을 빌렸으며, 이들 중 대부분은 1980년대 초까지 채권자들에게 자신들의 채무 불이행을 통보할 수밖에 없었다. 그러나 이 정보는 시민들에게는 비밀로 유지되었고, 선전은 이들 국가들이 사회주의로 가는 최상의 길에 있다고 홍보하였다.

## 사회적 조건

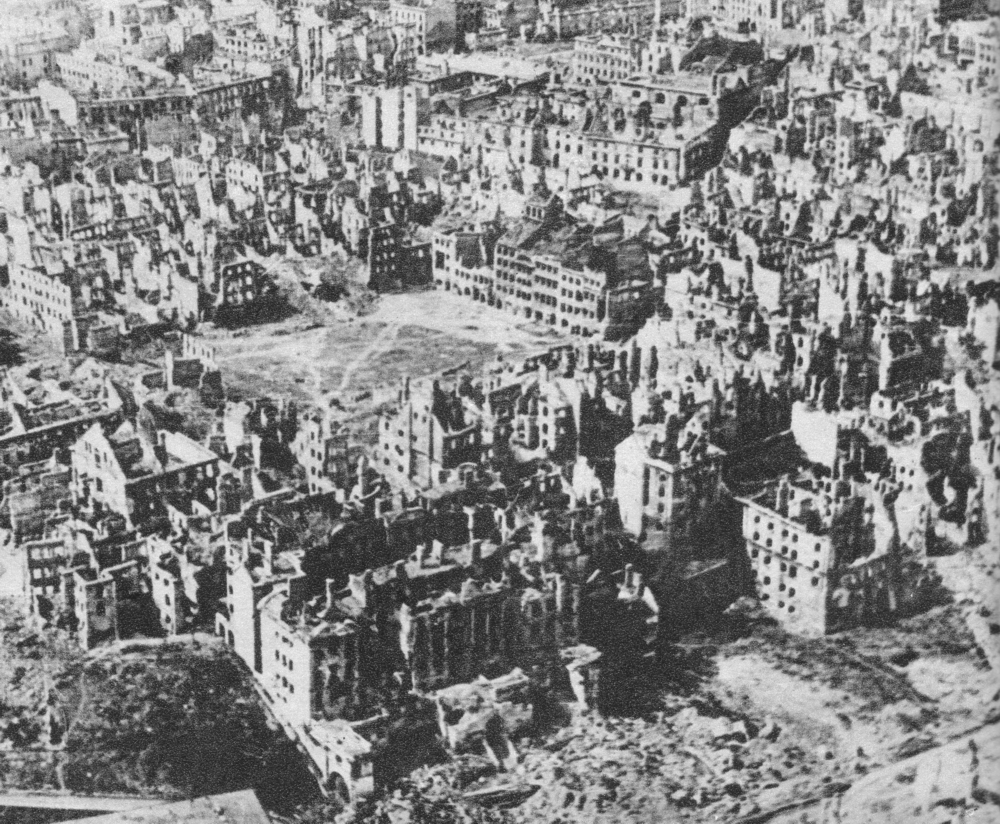
제2차 세계 대전 중 바르샤바 건물 85%가 독일군에 의해 파괴되었다.

제2차 세계 대전과 동유럽의 독일 점령으로 인해 이 지역 대부분은 산업, 기반 시설, 민간인 사망 등 막대한 파괴를 겪었다. 폴란드만 해도 약탈과 착취 정책으로 폴란드 산업(62%가 파괴됨)과 농업, 기반 시설 및 문화유산에 막대한 물적 손실을 입혔으며, 그 비용은 2004년 환율 기준으로 약 5,250억 유로 또는 6,400억 달러로 추정된다.
동구권 전역, 즉 소련과 나머지 동구권 국가들에서 러시아는 “가장 뛰어난 민족”(러시아어: наиболее выдающаяся нация)이자 “주도적인 민족”(러시아어: руководящий народ)으로 불리며 우위를 점했다. 소련은 러시아의 행동과 특성을 숭배하도록 장려하고, 동구권의 다른 국가들에 소련식 구조 계층을 구축하였다.

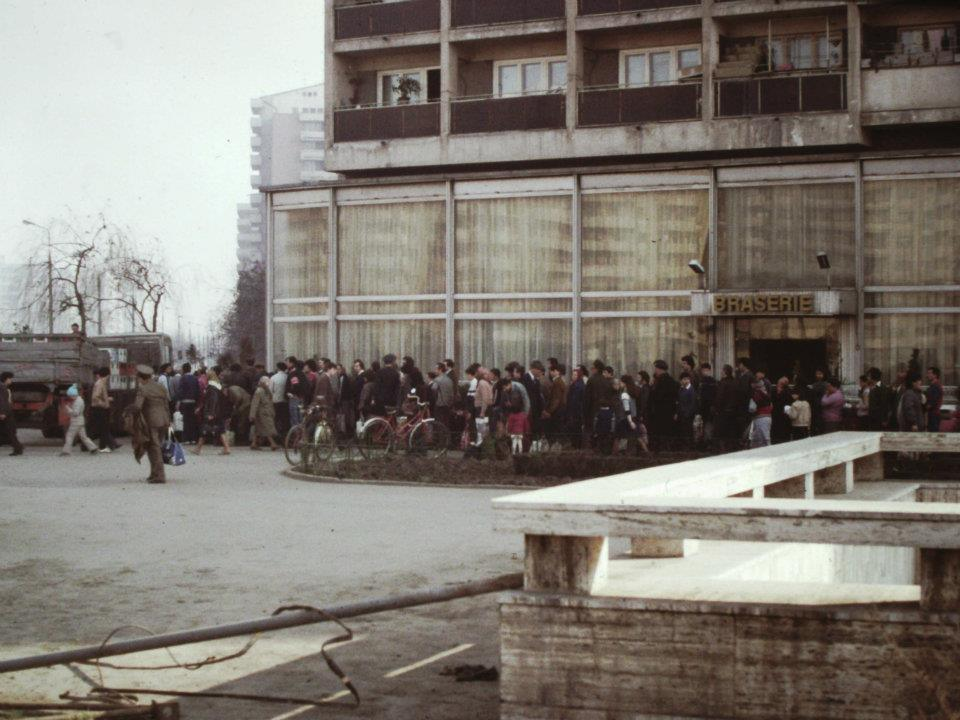
1986년 5월 루마니아 부쿠레슈티에서 요리용 기름을 배급받으려는 줄.

스탈린식 전체주의의 결정적인 특징은 국가와 사회, 경제가 독특하게 공생하며, 그 결과 정치와 경제가 자율적이고 구별되는 영역으로서의 독특한 특징을 잃어버렸다는 점이다. 처음부터 스탈린은 시장 경제, 민주주의 통치(소련식으로는 "부르주아 민주주의"라 불림), 그리고 국가의 재량적 개입을 억제하는 법치주의와 같은 서구의 제도적 특성을 거부하는 체제를 지시하였다.
소련은 사유 재산의 수용과 국유화를 의무화하였다. 동구권에 출현한 소련식 "복제 체제"는 소련의 계획 경제를 재현했을 뿐만 아니라, 실제적이고 잠재적인 반대 세력을 억압하기 위해 이오시프 스탈린과 소련식 비밀경찰이 사용했던 잔혹한 방법들을 채택하였다.
동구권의 스탈린주의 정권은 반대파 지식인의 주변 세력까지도 잠재적인 위협으로 간주하였는데, 이는 스탈린주의 권력의 기반이 되었기 때문이었다. 반대와 반체제 운동의 억압은 동구권 내에서 스탈린주의 권력의 안보를 위한 핵심 전제 조건이었지만, 반대와 반체제 억압의 정도는 동구권 내 국가와 시기에 따라 달랐다.
또한, 동구권의 언론은 국가의 기관이었고, 소련 정부에 완전히 의존하며 종속되었다. 라디오와 텔레비전 방송국은 국영이었고, 인쇄 매체는 일반적으로 정치 조직, 주로 지역 공산당이 소유하였다. 1945년부터 1949년까지 1,500만 명 이상의 동구권 주민이 서방으로 이주했지만, 1950년대 초에는 대부분의 동구권 국가에서 소련의 국가 이동 통제 방식을 모방하여 이민이 사실상 중단되었다.

## 초기의 변화

### 개혁으로 명명된 변혁

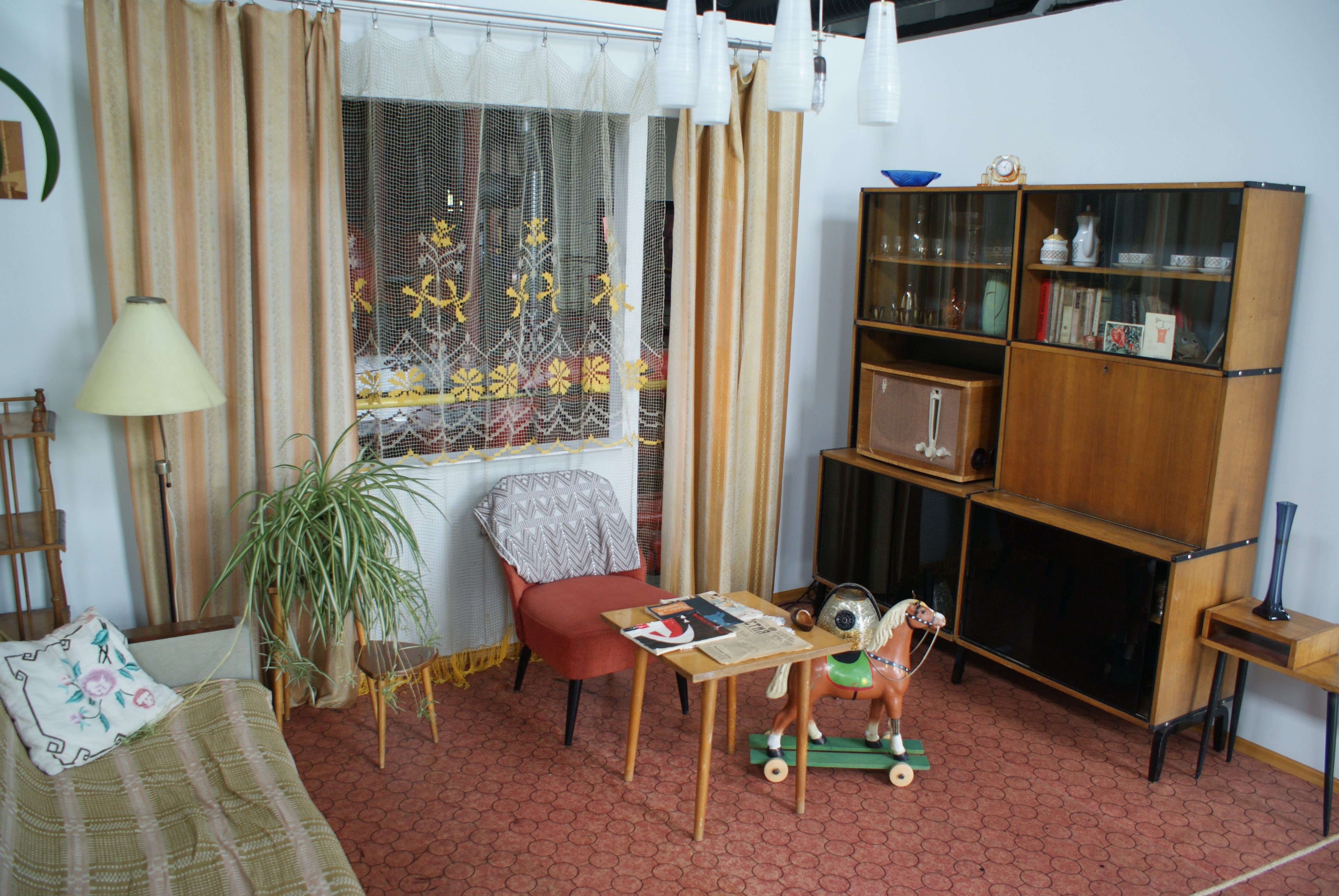
전형적인 프롤레타리아 계급의 아파트 내부 재건 모습

소련에서는 이오시프 스탈린의 엄격한 비밀주의로 인해 제2차 세계 대전 이후 수년 동안 가장 정보가 많은 외국인조차 소련 경제의 운영에 대해 효과적으로 알지 못했다. 스탈린은 1935년부터 (그리고 그가 사망할 때까지) 소련 내부로의 외국인 접근을 차단하여, 소련 내 외국인 여행을 사실상 허용하지 않았으며, 이로 인해 외부인들은 그 안에서 일어난 정치적 과정에 대해 알 수 없었다. 이 시기, 그리고 스탈린 사망 후 25년 동안에도 소련 내에서 활동이 허가된 소수의 외교관과 외국 특파원들은 보통 모스크바에서 몇 킬로미터 이내로 제한되었고, 그들의 전화는 도청되었으며, 거주지는 외국인 전용 지역으로 제한되었고, 소련 당국에 의해 끊임없이 감시당했다.
소련 외 동구권의 나머지 국가들에서도 소련의 계획 경제 노선을 따라 경제를 모델화하였다. 제2차 세계 대전 이전에 소련은 농업의 집단화와 굴라크 체제에서 수집된 상당한 규모의 노동군을 활용하는 것을 포함하여 모든 자산을 국가 계획 방식에 따라 투자하도록 지시를 준수하기 위해 가혹한 절차를 사용하였다. 이 시스템은 제2차 세계 대전 이후 다른 동구권 국가들에 대체로 강제되었다. 프롤레타리아의 개선이라는 선전이 체제 변화와 함께 이루어졌지만, 잔혹한 스탈린주의의 공포와 위협은 어떠한 혜택이든 주장된 감정들을 흐리게 하였다.
스탈린은 사회경제적 변혁이 소련의 통제를 확립하는 데 필수적이라고 생각했으며, 이는 생산 수단의 분배라는 물질적 기반이 사회적, 정치적 관계를 형성한다는 마르크스-레닌주의적 관점을 반영한다. 소련에서 훈련된 간부들은 사회정치적 변혁에 관한 명령을 이행하기 위해 중요한 권력 위치에 배치되었다. 토지 및 산업 재산의 수용을 통해 부르주아지의 사회적, 재정적 권력을 제거하는 것이 절대적인 우선순위로 간주되었다.
이러한 조치들은 사회경제적 변혁이 아니라 "개혁"으로 공표되었다. 체코슬로바키아를 제외한 동구권 전역에서 노동조합과 다양한 사회, 직업 및 기타 집단을 대표하는 단체와 같은 "사회 단체"는 각 범주당 하나의 조직만으로 구성되었고, 경쟁은 배제되었다. 이 조직들은 스탈린주의 간부들에 의해 운영되었지만, 초기에는 어느 정도 다양성이 허용되었다.

### 자산 이전
동시에, 전쟁이 끝날 무렵 소련은 동유럽의 산업 자산을 소련으로 물리적으로 운송하고 재배치하는 "약탈 정책"을 채택하였다. 동구권 국가들은 소련을 재건하기 위해 석탄, 산업 설비, 기술, 차량 및 기타 자원을 제공해야 했다. 1945년에서 1953년 사이에 소련은 이 정책에 따라 나머지 동구권 국가들로부터 약 140억 달러에 달하는 순 자원 이전을 받았는데, 이는 마셜 플랜에 따라 미국이 서유럽으로 이전한 순 자원과 맞먹는 금액이었다. "배상금"에는 폴란드의 철도 해체와 1944년에서 1948년 사이에 루마니아의 소련에 대한 18억 달러 상당의 배상금이 포함되었으며, 이는 소브롬의 지배와 동시에 이루어졌다.
또한 소련은 기업들을 주식회사로 재편성하여 소련이 지배권을 확보하도록 하였다. 이러한 통제 방식을 이용하여 여러 기업들은 세계 시장 가격보다 낮은 가격으로 소련에 제품을 판매해야 했는데, 여기에는 체코슬로바키아와 동독의 우라늄 광산, 폴란드의 석탄 광산, 루마니아의 유전 등이 포함되었다.

### 무역과 코메콘
동구권 국가들의 무역 패턴은 크게 바뀌었다. 제2차 세계 대전 이전에는 이들 국가들의 무역 중 1~2%만이 소련과 이루어졌다. 1953년에는 이러한 무역의 비중이 37%로 급증했다. 1947년 이오시프 스탈린은 마셜 플랜을 비난하고 모든 동구권 국가들의 참여를 금지하였다.
소련의 지배는 코메콘을 통해 다른 동구권 경제를 모스크바와 더욱 긴밀하게 연결시켰는데, 코메콘은 국가의 투자 배분과 동구권 내에서 거래될 제품을 결정하였다. 코메콘은 1949년에 시작되었지만, 스탈린이 간접적인 협의회의 복잡성보다는 다른 당 지도자들과의 직접적인 연계를 선호했기 때문에 그 역할은 모호해졌다. 1950년대에는 경제 계획에서 중요한 역할을 하지 못했다.
처음에는 코메콘이 소련이 나머지 동구권으로부터 물자와 장비를 확보하는 방패 역할을 했지만, 1970년대에 소련이 저렴한 원자재를 제공하고 조잡하게 제조된 완제품을 받는 방식으로 나머지 동구권 국가들을 지원하면서 균형이 바뀌었다. 석유, 목재, 우라늄과 같은 자원들은 처음에는 다른 동구권 경제에 접근하는 것을 매력적으로 만들었지만, 소련은 곧 그 내부의 결속을 유지하기 위해 소련 원자재를 이들 국가에 수출해야 했다. 루마니아의 광물 자원을 추출하고 농업 생산을 대량으로 활용하려는 코메콘 계획에 대한 저항 이후, 루마니아는 1964년부터 더 독립적인 입장을 취하기 시작했다. 코메콘을 부인하지는 않았지만, 특히 니콜라에 차우셰스쿠가 집권한 이후 그 운영에 중요한 역할을 하지 않았다.

## 중공업 강조
소련의 공식 선전에 따르면, 주거, 의료, 교육에서 전례 없는 저렴함을 자랑했다. 아파트 임대료는 평균 가계 예산의 1%에 불과했으며, 지방 서비스 비용을 고려해도 4%에 달했다. 전차표는 20코페이카, 빵 한 덩이는 15코페이카였다. 공학자의 평균 월급은 140~160 소련 루블이었다.
소련은 소비재 부문 개발에서 큰 진전을 이루었다. 1970년 소련은 6억 7,900만 켤레의 가죽 신발을 생산하여 미국의 5억 3,400만 켤레를 능가했다. 세계에서 1인당 신발 생산량이 가장 높았던 체코슬로바키아는 생산량의 상당 부분을 다른 나라에 수출했다.
사회주의 체제 하에서 생활 수준이 향상되면서 근무 시간이 꾸준히 줄고 여가 시간이 늘어났다. 1974년 소련 산업 노동자의 평균 주당 근무 시간은 40시간이었다. 1968년 유급 휴가는 최소 15일이었다. 1970년대 중반에는 연간 휴일(주말 휴무일, 공휴일, 유급 휴가)이 128~130일로, 이전 10년의 두 배에 육박했다.
이러한 경제에서는 시장 신호가 부족했기 때문에, 중앙 계획자들의 잘못된 발전으로 인해 이들 국가들은 빠른 성장을 달성하려는 시도로 집약적인 발전(비효율적으로 사용된 자본, 노동, 에너지 및 원자재 투입의 대규모 동원)보다는 광범위한 발전의 길을 따랐다. 동구권 국가들은 경공업 및 다른 부문을 희생하여 중공업을 과도하게 강조하는 소련 모델을 따르도록 요구받았다.
이 모델은 자연 및 기타 자원의 낭비적인 착취를 수반했기 때문에 일종의 "초토 작전" 방식으로 묘사되었다. 소련 체제는 프롤레타리아 독재를 지향했지만, 많은 동유럽 국가에는 기존 프롤레타리아가 거의 없었으므로 이를 창출하기 위해 중공업을 건설해야 했다. 각 체제는 제대로 정의되지 않은 재산권, 시장 청산 가격의 부재, 그리고 해당 시장 경제와 비교하여 과대평가되거나 왜곡된 생산 능력 등 국가 주도 경제의 특징적인 주제들을 공유했다.
자원 할당 및 분배 시스템에서 주요 오류와 낭비가 발생했다. 당이 운영하는 단일화된 국가 기관 때문에 이러한 시스템은 비용, 낭비, 비효율성을 통제할 효과적인 메커니즘이나 인센티브를 제공하지 못했다. 중공업은 군사 산업 시설 및 엔지니어링 부문에 중요하기 때문에 우선시되었다.
공장은 때때로 비효율적으로 배치되어 높은 운송 비용을 초래했으며, 열악한 공장 조직은 때때로 생산 지연과 중간재 독점 공급업체에 의존하는 다른 산업에 연쇄적인 영향을 미 미쳤다. 예를 들어, 알바니아를 포함한 각국은 필요한 에너지 및 광물 자원이 부족함에도 불구하고 제철소를 건설했다. 불가리아에는 거대한 야금 공장이 건설되었지만, 광석은 소련에서 수입하여 부르가스 항구에서 320 킬로미터 (200 mi)를 운송해야 했다. 1980년 바르샤바의 한 트랙터 공장에는 사용되지 않는 녹슬고 쓸모없는 장비가 52쪽에 달하는 목록으로 존재했다.
이러한 중공업 강조는 화학 및 플라스틱과 같은 더 실용적인 제품 생산에서 투자를 전환시켰다. 또한, 계획이 품질보다 양에 중점을 두어 동구권 제품은 세계 시장에서 경쟁력이 떨어졌다. 높은 비용은 제품 체인을 통해 전달되어 임금 인상의 기반이 되는 생산의 '가치'를 높였지만, 수출 경쟁력은 약화시켰다. 기획자들은 새로운 생산 시설이 다른 곳에서 가동되더라도 오래된 공장을 거의 폐쇄하지 않았다. 예를 들어, 폴란드 철강 산업은 외곽에 현대적인 통합 시설이 개설되었음에도 불구하고 실레지아 상부에 공장을 유지했으며, 19세기에 설치된 마지막 오래된 지멘스-마르틴 공법 용광로는 즉시 폐쇄되지 않았다.
생산재는 소비재보다 선호되어, 결과적으로 결핍 경제에서 소비재의 양과 질이 부족하게 되었다.
1970년대 중반까지 재정 적자가 크게 증가했고 국내 물가는 세계 물가와 크게 차이가 났으며, 생산 물가는 소비 물가보다 평균 2% 높았다. 많은 고급 상품들은 암시장에서 구매하거나, 일반적으로 대부분의 동구권 시민들에게 접근하기 어려운 외화를 사용하는 특별 상점에서만 구매할 수 있었다. 예를 들어, 동독의 인터숍, 소련의 베료즈카, 폴란드의 페벡스, 체코슬로바키아의 투젝스, 불가리아의 코레콤, 또는 루마니아의 콤투리스트 등이 있었다. 지역 주민을 위해 생산된 많은 제품들은 의도된 사용자에게 도달하지 못했고, 많은 부패하기 쉬운 제품들은 소비자에게 도달하기 전에 소비에 부적합하게 되었다.

## 암시장
공식 경제의 결함으로 인해 암시장이 형성되었으며, 이는 종종 공공 부문에서 훔친 물품으로 공급되었다. 미충족된 국가 소비자 수요가 증가함에 따라 동구권 전역에서 두 번째, "병행 경제"가 번성하였다. 식품, 상품, 현금에 대한 암시장 및 회색 시장이 생겨났다. 상품에는 가정용품, 의료용품, 의류, 가구, 화장품 및 위생용품 등이 포함되었는데, 이는 공식 판매처를 통해 만성적으로 부족한 물품이었다.
많은 농부들은 구매 기관에 실제 생산량을 숨겨 불법적으로 도시 소비자에게 판매하였다. 경화는 매우 인기가 많았으며, 가치 있는 서구 제품은 스탈린주의 국가, 예를 들어 루마니아에서 켄트 담배가 상품 및 서비스 구매에 광범위하게 사용되는 비공식 통화 역할을 했던 것처럼 교환 수단이나 뇌물로 사용되었다. 일부 서비스 종사자들은 고객에게 직접 유료 서비스를 불법적으로 제공하며 투잡을 뛰었다.

### 도시화
그 결과로 나타난 광범위한 생산 산업화는 소비자의 요구에 부응하지 못했고, 서비스 부문의 소홀, 전례 없는 급속한 도시화, 심각한 도시 과밀화, 만성적인 부족 현상, 그리고 주로 육체노동 또는 저임금 직종으로 여성의 대규모 채용을 야기했다. 이로 인한 압력은 강제, 억압, 공개재판, 숙청, 협박의 광범위한 사용으로 이어졌다. 1960년까지 폴란드(도시화율 48%)와 불가리아(38%)에서 대규모 도시화가 발생했으며, 이는 농민들의 고용을 증가시켰지만, 아이들이 일을 위해 학교를 떠나면서 문맹률이 급증하는 원인이 되기도 했다.
도시는 거대한 건축 현장이 되었고, 일부 전쟁으로 파괴된 건물이 재건되었지만, 칙칙하고 낡은 조립식 아파트 단지가 건설되기도 했다. 자원이 거대한 장기 건축 프로젝트에 묶여 있었고, 산업화로 인해 수백만 명의 전직 농민들이 거대한 오염 산업 단지 근처의 오두막 캠프나 칙칙한 아파트 단지에 살아야 했기 때문에 도시 생활 수준은 급락했다.

## 농업 집단화

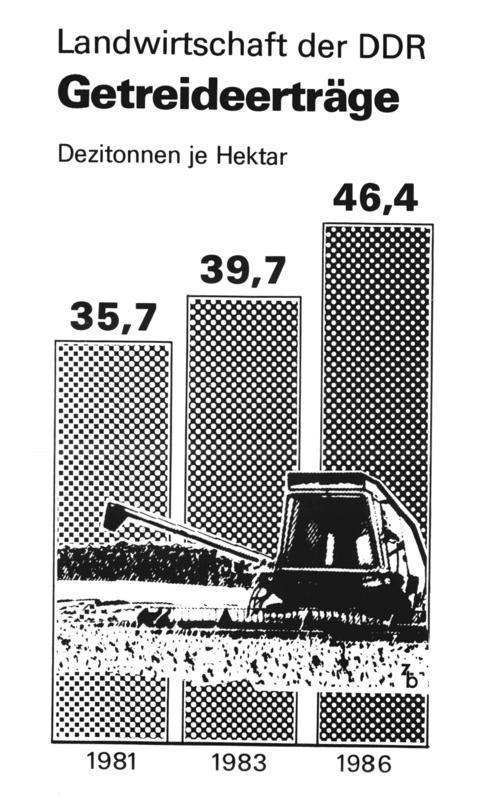
1981년과 1986년 사이 동독 농업 생산량 변화를 보여주는 그래픽

집단화는 1920년대 후반 이오시프 스탈린이 개척한 과정으로, 동구권 및 기타 지역의 마르크스-레닌주의 정권이 농촌 농업에서 질서 있는 사회주의 시스템을 확립하려 시도한 것이다. 이는 소규모 농민 농장과 부유한 계층에 속하는 더 큰 농장을 강제로 통합하여, 이론적으로는 그 안의 노동자들이 소유하는 더 크고 현대적인 "집단 농장"을 만드는 것을 요구했다. 실제로는 그러한 농장은 국가가 소유했다.
분할된 토지 소유로 인한 비효율성을 제거하는 것 외에도, 집단화는 스탈린주의 정권에 대한 농촌 저항의 기반을 제거하려는 정치적 목표를 달성하려 했다. 또 다른 정당화는 농산물 국가 조달을 용이하게 하고 "잉여 노동"을 농촌에서 도시 지역으로 이전함으로써 산업 발전을 촉진할 필요성 때문이었다. 요컨대, 농업은 농민을 프롤레타리아화하고 국가가 정한 가격으로 생산을 통제하기 위해 재편되었다.
동구권은 특히 헝가리의 헝가리 대평원과 같은 남부 지역에 상당한 농업 자원을 보유하고 있었으며, 이는 경작기에 좋은 토양과 따뜻한 기후를 제공하였다. 비소련 동구권 국가들의 농촌 집단화는 1920년대와 1930년대 소련에서 진행된 방식과는 달랐다. 통제권 장악을 숨기고 초기 통제 부족의 현실을 고려해야 했기 때문에, 비소련 동구권 국가에서는 탈쿨락화 방식의 부유한 농민 청산이 이루어질 수 없었다.
그들은 또한 대규모 국영 농장과 농업 생산 협동조합(APC)을 통한 급속한 집단화로 대규모 기근이나 농업 사보타주(예: 홀로도모르)의 위험을 감수할 수도 없었다. 대신, 집단화는 1948년부터 1960년까지 불가리아, 루마니아, 헝가리, 체코슬로바키아, 동독에서, 그리고 1955년부터 1964년까지 알바니아에서 더 느리고 단계적으로 진행되었다. 리투아니아, 에스토니아, 라트비아의 발트해 공화국에서는 1947년부터 1952년 사이에 집단화가 이루어졌다.
소련의 집단화와는 달리, 다른 동구권 국가들에서는 대규모 가축 파괴나 왜곡된 생산량 또는 분배를 야기하는 오류는 발생하지 않았다. 전환기 형태가 더 광범위하게 사용되었고, APC에 더 많은 토지를 기여한 농민들에게는 차등적인 보상금이 지급되었다. 체코슬로바키아와 동독은 소련보다 더 산업화되었기 때문에, 집단화된 농업으로의 전환을 완화하는 데 필요한 대부분의 장비와 비료 투입물을 제공할 수 있었다. 스탈린이 탈쿨락화를 통해 대농을 청산하거나 APC 가입을 금지했던 것과는 달리, 이들 비소련 동구권 국가들의 집단화에서는 이러한 농민들이 활용되었으며, 때로는 농장 회장이나 관리자로 임명되기도 했다.
집단화는 종종 농촌에서 강한 저항에 부딪혔는데, 농민들이 집단 농장에 넘겨주기보다는 재산을 파괴하는 경우가 빈번했다. 사유 재산을 통한 토지와의 강한 농민적 유대 관계가 끊어지고 많은 젊은이들이 산업 분야의 경력을 위해 떠났다. 폴란드와 유고슬라비아에서는 추축국에 저항했던 많은 농민들의 맹렬한 저항으로 인해 1950년대 초 농촌 집단화가 전면적으로 포기되었다. 부분적으로 집단화가 야기한 문제 때문에 폴란드에서는 1957년에 농업이 대규모로 탈집단화되었다.
폴란드가 그럼에도 불구하고 집단화된 다른 동구권 이웃 국가들보다 더 큰 어려움 없이 대규모 중앙 계획 산업화를 수행했다는 사실은 그러한 계획 경제에서 집단화의 필요성에 대한 의문을 제기하게 했다. 폴란드의 "서부 영토", 즉 오데르-나이세선에 동쪽으로 인접하여 독일로부터 병합된 지역만이 실질적으로 집단화되었는데, 이는 독일 농부들로부터 빼앗은 비옥한 농지에 많은 수의 폴란드인들을 정착시키기 위한 목적이 컸다.

## 경제 성장

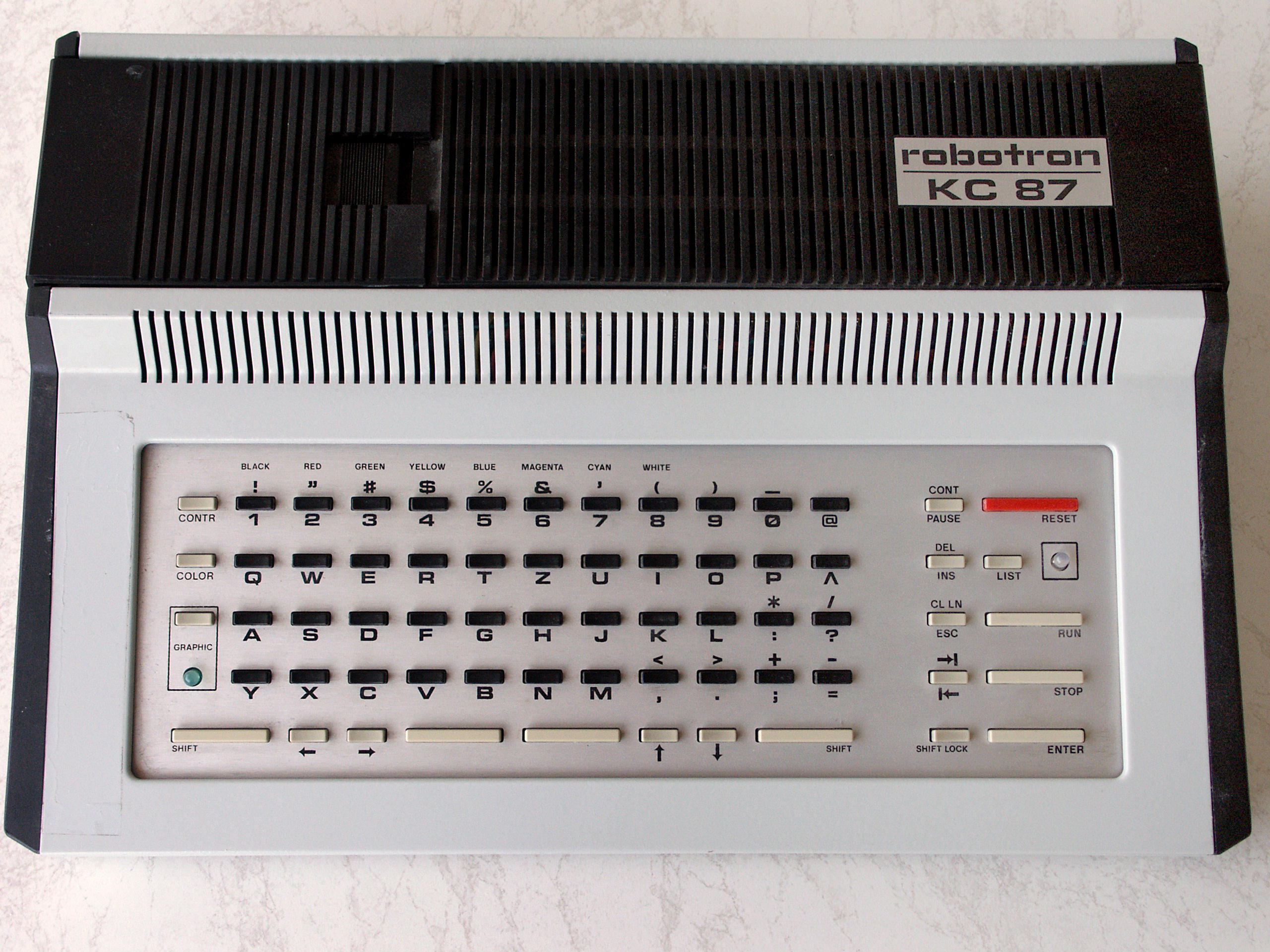
1987년에서 1989년 사이에 동독에서 제작된 로보트론 KC 87 가정용 컴퓨터

소련과 같은 국가에서는 경제가 상당한 발전을 이루었다. 1980년 소련은 산업 생산량과 농업 생산량에서 각각 유럽 1위, 세계 2위를 차지했다. 1960년 소련의 산업 생산량은 미국의 55%에 불과했지만, 1980년에는 80%로 증가했다.
1964년 소련 지도부의 변화와 함께 경제 정책에 상당한 변화가 이루어졌다. 정부는 1965년 9월 30일 "산업 관리 개선에 관한" 법령과 1965년 10월 4일 "산업 생산 경제 인센티브 개선 및 강화에 관한" 결의안을 발표했다. 이 개혁의 주요 발안자는 A. 코시긴 총리였다. 코시긴 개혁은 집단 농장에 상당한 자율성을 부여하여 개인 농업 내용에 대한 권리를 부여했다. 이 기간 동안 대규모 토지 개간 프로그램, 관개 수로 건설 및 기타 조치들이 시행되었다. 1966년에서 1970년 기간 동안 국민 총생산은 35% 이상 성장했다. 산업 생산량은 48%, 농업 생산량은 17% 증가했다. 8차 5개년 계획에서 국민 소득은 연평균 7.8% 성장했다. 9차 5개년 계획(1971–1975)에서는 국민 소득이 연평균 5.7% 성장했다. 10차 5개년 계획(1976–1981)에서는 국민 소득이 연평균 4.3% 성장했다.
소련은 주목할 만한 과학 기술 발전을 이루었다. 시장 지향 경제를 가진 국가들과 달리, 소련의 과학 기술 잠재력은 사회 전체 규모의 계획에 따라 사용되었다.
1980년 소련의 과학기술 종사자는 140만 명이었다. 국가 경제에 고용된 공학자는 470만 명이었다. 1960년에서 1980년 사이에 과학 인력은 4배 증가했다. 1975년 소련의 과학 인력은 전 세계 과학 인력의 4분의 1을 차지했다. 1980년에는 1940년에 비해 제출된 발명 제안서의 수가 500만 건 이상이었다. 1980년에는 10개의 전연방 연구소, 85개의 전문 중앙 기관, 93개의 지역 정보 센터가 있었다.
세계 최초의 원자력 발전소는 1954년 6월 27일 오브닌스크에 가동되었다. 소련 과학자들은 컴퓨터 기술 개발에 큰 기여를 했다. 이 분야의 첫 주요 성과는 아날로그 컴퓨터 구축과 관련이 있었다. 소련에서는 S. 게르슈고린이 1927년에 네트워크 분석기 구축 원리를 개발했고, N. 미노르스키가 1936년에 전자기 아날로그 컴퓨터 개념을 제안했다. 1940년대에는 L. 구텐마커가 교류 전자 대공 방어기 및 최초의 진공관 통합기 개발을 시작했다. 1960년대에는 현대 컴퓨터 장비에서 S. A. 레베데프의 지휘 아래 구축된 BESM-6 시스템, MIR 시리즈의 소형 디지털 컴퓨터, 그리고 G. 로파토와 V. 프르지알코프스키가 개발한 민스크 시리즈의 디지털 컴퓨터가 중요한 발전을 이루었다.
데이비드 터넉(David Turnock)은 동구권의 운송이 열악한 기반 시설 유지 보수로 특징지어졌다고 주장한다. 도로망은 부적절한 적재 능력, 열악한 포장, 부족한 도로변 서비스로 고통받았다. 도로가 재포장되었지만, 새로운 도로가 거의 건설되지 않았고, 분할된 고속도로나 도시 순환도로, 우회도로는 거의 없었다. 자가용 소유는 서구 기준에 비해 여전히 낮았다.
차량 소유는 1970년대와 1980년대에 동독에서 트라반트와 바르트부르크와 같은 저렴한 자동차 생산으로 증가했다. 그러나 트라반트의 배급 대기 명단은 1987년에 10년이었고, 소련의 라다와 체코슬로바키아의 스코다 자동차는 최대 15년이었다. 소련제 항공기는 기술이 부족하여 연료 소비가 많고 유지 보수 요구 사항이 높았다. 통신 네트워크는 과부하되었다.
부적절한 운송 시스템으로 인한 이동 제한에 더해 관료적 이동 제한이 있었다. 알바니아를 제외한 다른 국가들에서 국내 여행은 결국 대체로 규제에서 자유로워졌지만, 여권, 비자, 외화 발급에 대한 엄격한 통제로 동구권 내 외국 여행은 어려웠다. 국가들은 고립과 초기 전후 폐쇄경제에 익숙해져 있었고, 각 국가들은 효과적으로 관료들이 해당 국가의 특정 선전에 의해 형성된 국내적 관점에서 문제를 보도록 제한했다.
도심 교통 체증으로 심각한 자연 환경 문제가 발생했으며, 이는 제대로 관리되지 않은 차량으로 인한 오염으로 더욱 악화되었다. 갈탄과 기타 품목을 태우는 대형 화력 발전소는 악명 높은 오염원이 되었고, 일부 수력 발전 시스템은 건기와 저수지의 퇴적물 축적으로 인해 비효율적으로 작동했다. 크라쿠프는 연간 135일 동안 스모그에 덮였고, 브로츠와프는 크로뮴 가스 안개에 덮였다.
그워구프의 구리 제련으로 인해 여러 마을이 대피해야 했다. 상하수도 시스템보다 배관 상수도 건설이 우선시되어 많은 주택에 상수도만 공급되고 하수를 운반할 하수 탱크 트럭이 부족하여 농촌 문제가 더욱 심화되었다. 그 결과 헝가리에서는 식수가 너무 오염되어 700개 이상의 마을에 탱크, 병, 비닐봉투로 물을 공급해야 했다. 원자력 발전 프로젝트는 장기간의 시운전 지연을 겪었다.
우크라이나 소비에트 사회주의 공화국의 체르노빌 원자력 발전소에서 발생한 재앙은 일반적으로 안전한 원자로 설계에 대한 무책임한 안전 테스트로 인해 발생했으며, 일부 운영자는 원자로 과정에 대한 기본적인 이해조차 부족했고, 역량보다 당 충성도를 중시하는 권위주의적인 소련 관료주의는 무능한 인력을 계속 승진시키고 안전보다 저렴함을 선택했다. 그 결과 발생한 방사능 낙진으로 33만 6천 명 이상이 대피 및 재정착했으며, 광범위하게 버려진 도시 개발이 포함된 거대한 황폐한 소외 지대를 남겼다.
동구권 외부에서 온 관광은 소홀히 다루어졌지만, 동구권 내 다른 스탈린주의 국가들로부터의 관광은 증가했다. 관광은 제2차 세계 대전 이전에 존재했던 관광 및 여가 기회에 의존하며 투자를 끌어들였다. 1945년까지 대부분의 호텔은 황폐해졌고, 중앙 계획자들에 의해 다른 용도로 전환되지 않은 많은 호텔은 국내 수요를 충족시키도록 예정되었다. 당국은 여행 및 숙박 시설을 주선하는 국영 기업을 설립했다. 1970년대에는 서구 여행객을 유치하기 위해 투자가 이루어졌지만, 자유로운 이동 보장, 자유롭고 효율적인 환전, 여행객이 익숙한 고품질 제품 제공과 같은 관광 환경 개선을 위한 장기 계획이 마련되지 않으면서 1980년대에는 이러한 모멘텀이 줄어들었다. 그러나 서구 관광객들은 일반적으로 헝가리, 폴란드, 유고슬라비아에서 자유롭게 이동하고 원하는 곳으로 갈 수 있었다. 동독, 체코슬로바키아, 루마니아, 불가리아, 알바니아로는 개별 관광객으로 가는 것이 더 어렵거나 심지어 불가능했다. 알바니아를 제외한 모든 동구권 국가에서는 서구 친척들이 가족과 함께 방문하고 머무는 것이 일반적으로 가능했다. 이 경우 사전에 허가를 받아야 했고, 정확한 시간, 체류 기간, 장소 및 이동 경로를 미리 알려야 했다.
서구 방문객을 수용하기 위해서는 국내 주민을 위한 환경과는 완전히 다른 수준의 환경을 조성해야 했고, 이는 여행 복합단지에 비교적 높은 품질의 기반 시설을 구축하는 것을 포함하여 여행 장소의 집중을 필요로 했는데, 이는 다른 곳에서는 쉽게 복제될 수 없었다. 알바니아는 이념적 규율을 보존하려는 욕구와 다른 생활 방식을 가진 부유한 외국인의 존재에 대한 두려움 때문에 여행객들을 분리했다. 관광 산업의 전복적인 영향에 대한 우려 때문에 여행은 연간 6,000명으로 제한되었다.

### 성장률
동구권의 성장률은 1950년대와 1960년대에 초기에는 높았다. 이 첫 번째 기간 동안 유럽 기준으로 진전은 빨랐고, 동구권 내 1인당 성장률은 유럽 평균의 2.4배 증가했다. 1950년 동유럽은 유럽 생산량의 12.3%를 차지했지만, 1970년에는 14.4%를 차지했다. 그러나 이 시스템은 변화에 저항적이었고 새로운 조건에 쉽게 적응하지 못했다. 정치적인 이유로 오래된 공장은 새로운 기술이 이용 가능해졌음에도 불구하고 거의 폐쇄되지 않았다. 그 결과, 1970년대 이후 동구권 내 성장률은 상대적으로 감소했다. 한편, 서독, 오스트리아, 프랑스 및 다른 서유럽 국가들은 라인강의 기적, 영광의 30년, 제2차 세계 대전 이후의 경제 호황으로 경제 성장률이 증가했다.
제2차 세계 대전 종전부터 1970년대 중반까지 동구권 경제는 서유럽 경제와 동일한 속도로 꾸준히 성장했으며, 동구권의 비개혁적 스탈린주의 국가들은 개혁적 스탈린주의 국가들보다 더 강한 경제력을 가졌다. 1970년대 후반과 1980년대 초반에 대부분의 서유럽 경제가 미국의 1인당 국내총생산 수준에 근접하기 시작했지만, 동구권 국가들은 그렇지 못했으며, 1인당 GDP는 해당 서유럽 국가들에 비해 현저히 뒤쳐졌다.
다음 표는 1951년부터의 GDP 추정 성장률을 동구권 국가들과 서유럽 국가들 모두에 대해 컨퍼런스 보드가 총 경제 데이터베이스의 일부로 보고한 자료이다. 일부 경우 데이터 가용성이 1951년까지 거슬러 올라가지 못한다.
| 해당 연도의 GDP 성장률(%) | 1951   | 1961   | 1971   | 1981   | 1989   | 1991    | 2001  | 2015   |
| ------------------------- | ------ | ------ | ------ | ------ | ------ | ------- | ----- | ------ |
| 알바니아                  | 6.608  | 4.156  | 6.510  | 2.526  | 2.648  | −28.000 | 7.940 | 2.600  |
| 불가리아                  | 20.576 | 6.520  | 3.261  | 2.660  | −1.792 | −8.400  | 4.248 | 2.968  |
| 헝가리                    | 9.659  | 5.056  | 4.462  | 0.706  | −2.240 | −11.900 | 3.849 | 2.951  |
| 폴란드                    | 4.400  | 7.982  | 7.128  | −5.324 | −1.552 | −7.000  | 1.248 | 3.650  |
| 루마니아                  | 7.237  | 6.761  | 14.114 | −0.611 | −3.192 | −16.189 | 5.592 | 3.751  |
| 체코슬로바키아/체코       | –      | –      | 5.215  | −0.160 | 1.706  | −11.600 | 3.052 | 4.274  |
| 체코슬로바키아/슬로바키아 | –      | –      | –      | –      | 1.010  | −14.600 | 3.316 | 3.595  |
| 소련/러시아               | –      | 7.200  | 4.200  | 1.200  | 0.704  | −5.000  | 5.091 | −3.727 |
| 오스트리아                | 6.840  | 5.309  | 5.112  | −0.099 | 4.227  | 3.442   | 1.351 | 0.811  |
| 벨기에                    | 5.688  | 4.865  | 3.753  | −1.248 | 3.588  | 1.833   | 0.811 | 1.374  |
| 덴마크                    | 0.668  | 6.339  | 2.666  | −0.890 | 0.263  | 1.300   | 0.823 | 1.179  |
| 핀란드                    | 8.504  | 7.620  | 2.090  | 1.863  | 5.668  | −5.914  | 2.581 | 0.546  |
| 프랑스                    | 6.160  | 5.556  | 4.839  | 1.026  | 4.057  | 1.039   | 1.954 | 1.270  |
| 서독                      | 9.167  | 4.119  | 2.943  | 0.378  | 3.270  | 5.108   | 1.695 | 1.700  |
| 그리스                    | 8.807  | 8.769  | 7.118  | 0.055  | 3.845  | 3.100   | 4.132 | −0.321 |
| 아일랜드                  | 2.512  | 4.790  | 3.618  | 3.890  | 7.051  | 3.098   | 9.006 | 8.538  |
| 이탈리아                  | 7.466  | 8.422  | 1.894  | 0.474  | 2.882  | 1.538   | 1.772 | 0.800  |
| 네덜란드                  | 2.098  | 0.289  | 4.222  | −0.507 | 4.679  | 2.439   | 2.124 | 1.990  |
| 노르웨이                  | 5.418  | 6.268  | 5.130  | 0.966  | 0.956  | 3.085   | 2.085 | 1.598  |
| 포르투갈                  | 4.479  | 5.462  | 6.633  | 1.618  | 5.136  | 4.368   | 1.943 | 1.460  |
| 스페인                    | 9.937  | 12.822 | 5.722  | 0.516  | 5.280  | 2.543   | 4.001 | 3.214  |
| 스웨덴                    | 3.926  | 5.623  | 2.356  | −0.593 | 3.073  | −1.146  | 1.563 | 3.830  |
| 스위스                    | 8.097  | 8.095  | 4.076  | 1.579  | 4.340  | −0.916  | 1.447 | 0.855  |
| 영국                      | 2.985  | 3.297  | 2.118  | −1.303 | 2.179  | −1.257  | 2.758 | 2.329  |

유엔 통계국도 다른 방법론을 사용하여 성장률을 계산하지만, 1971년부터의 수치만 보고하고 있다(슬로바키아 및 소련 구성 공화국의 데이터는 더 늦게부터 사용 가능). 따라서 유엔에 따르면 유럽의 성장률은 다음과 같다.
| 해당 연도의 GDP 성장률(%) | 1971   | 1981   | 1989   | 1991    | 2001  | 2015   |
| ------------------------- | ------ | ------ | ------ | ------- | ----- | ------ |
| 알바니아                  | 4.001  | 5.746  | 9.841  | −28.002 | 8.293 | 2.639  |
| 불가리아                  | 6.897  | 4.900  | −3.290 | −8.445  | 4.248 | 2.968  |
| 헝가리                    | 6.200  | 2.867  | 0.736  | −11.687 | 3.774 | 3.148  |
| 폴란드                    | 7.415  | −9.971 | 0.160  | −7.016  | 1.248 | 3.941  |
| 루마니아                  | 13.000 | 0.112  | −5.788 | −12.918 | 5.592 | 3.663  |
| 체코슬로바키아/체코       | 5.044  | −0.095 | 0.386  | −11.615 | 3.052 | 4.536  |
| 체코슬로바키아/슬로바키아 | –      | –      | –      | −14.541 | 3.316 | 3.831  |
| 소련/러시아               | 5.209  | 5.301  | 6.801  | −5.000  | 5.091 | −3.727 |
| 우크라이나                | –      | –      | –      | −8.699  | 8.832 | −9.870 |
| 리투아니아                | –      | –      | –      | −5.676  | 6.524 | 1.779  |
| 유고슬라비아/세르비아     | 9.162  | 1.400  | 1.500  | −11.664 | 4.993 | 0.758  |
| 오스트리아                | 5.113  | −0.144 | 3.887  | 3.442   | 1.351 | 0.963  |
| 벨기에                    | 3.753  | −0.279 | 3.469  | 1.833   | 0.812 | 1.500  |
| 덴마크                    | 3.005  | −0.666 | 0.645  | 1.394   | 0.823 | 1.606  |
| 핀란드                    | 2.357  | 1.295  | 5.088  | −5.914  | 2.581 | 0.210  |
| 프랑스                    | 5.346  | 1.078  | 4.353  | 1.039   | 1.954 | 1.274  |
| 서독                      | 3.133  | 0.529  | 3.897  | 5.108   | 1.695 | 1.721  |
| 그리스                    | 7.841  | −1.554 | 3.800  | 3.100   | 4.132 | −0.219 |
| 아일랜드                  | 3.470  | 3.325  | 5.814  | 1.930   | 6.052 | 26.276 |
| 이탈리아                  | 1.818  | 0.844  | 3.388  | 1.538   | 1.772 | 0.732  |
| 네덜란드                  | 4.331  | −0.784 | 4.420  | 2.439   | 2.124 | 1.952  |
| 노르웨이                  | 5.672  | 1.598  | 1.038  | 3.085   | 2.085 | 1.611  |
| 포르투갈                  | 6.632  | 1.618  | 6.441  | 4.368   | 1.943 | 1.596  |
| 스페인                    | 4.649  | −0.132 | 4.827  | 2.546   | 4.001 | 3.205  |
| 스웨덴                    | 0.945  | 0.455  | 2.655  | −1.146  | 1.563 | 4.085  |
| 스위스                    | 4.075  | 1.601  | 4.331  | −0.916  | 1.447 | 0.842  |
| 영국                      | 3.479  | −0.779 | 2.583  | −1.119  | 2.726 | 2.222  |

| 유엔에 따른 1인당 명목 GDP | 1970   | 1989    | 2015    |
| -------------------------- | ------ | ------- | ------- |
| 영국                       | $2,350 | $16,275 | $44,162 |
| 이탈리아                   | $2,112 | $16,239 | $30,462 |
| 오스트리아                 | $2,042 | $17,313 | $44,118 |
| 일본                       | $2,040 | $25,054 | $34,629 |
| 소련/러시아                | $1,789 | $2,711  | $9,243  |
| 우크라이나                 | -      | -       | $2,022  |
| 리투아니아                 | -      | -       | $14,384 |
| 그리스                     | $1,496 | $7,864  | $17,788 |
| 아일랜드                   | $1,493 | $11,029 | $60,514 |
| 스페인                     | $1,205 | $10,577 | $25,865 |
| 체코슬로바키아/체코        | $1,136 | $3,764  | $17,562 |
| 슬로바키아                 | -      | -       | $16,082 |
| 불가리아                   | $1,059 | $2,477  | $6,847  |
| 알바니아                   | $1,053 | $904    | $3,984  |
| 키프로스                   | $1,004 | $9,015  | $21,942 |
| 폴란드                     | $1,000 | $2,229  | $12,355 |
| 포르투갈                   | $935   | $6,129  | $19,239 |
| 유고슬라비아/세르비아      | $721   | $4,197  | $5,239  |
| 쿠바                       | $653   | $2,577  | $7,657  |
| 루마니아                   | $619   | $2,424  | $9,121  |
| 헝가리                     | $615   | $3,115  | $12,351 |
| 중화인민공화국             | $111   | $406    | $8,109  |
| 베트남                     | $64    | $94     | $2,068  |

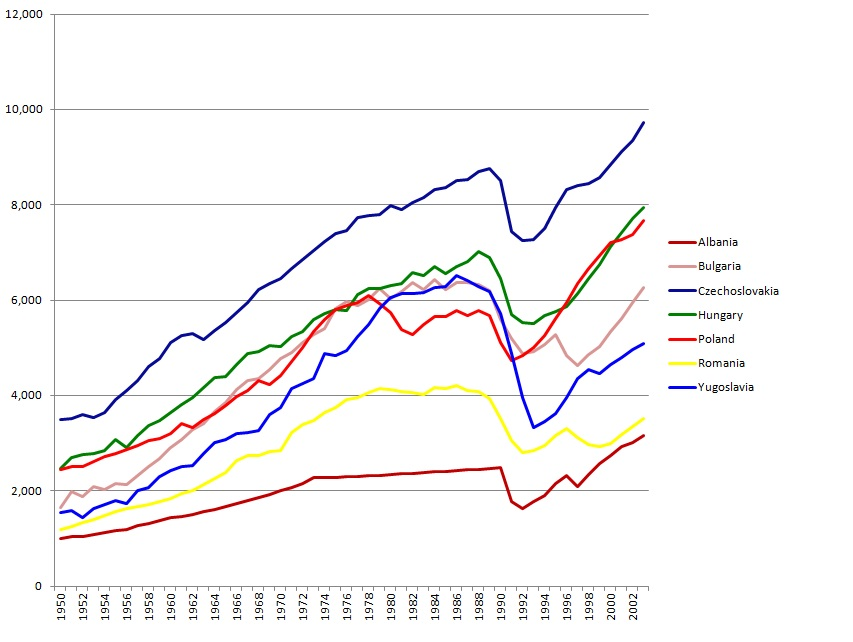
앵거스 매디슨에 따른 1950년부터 2003년까지 동구권의 1인당 GDP (1990년 기준 국제 달러)

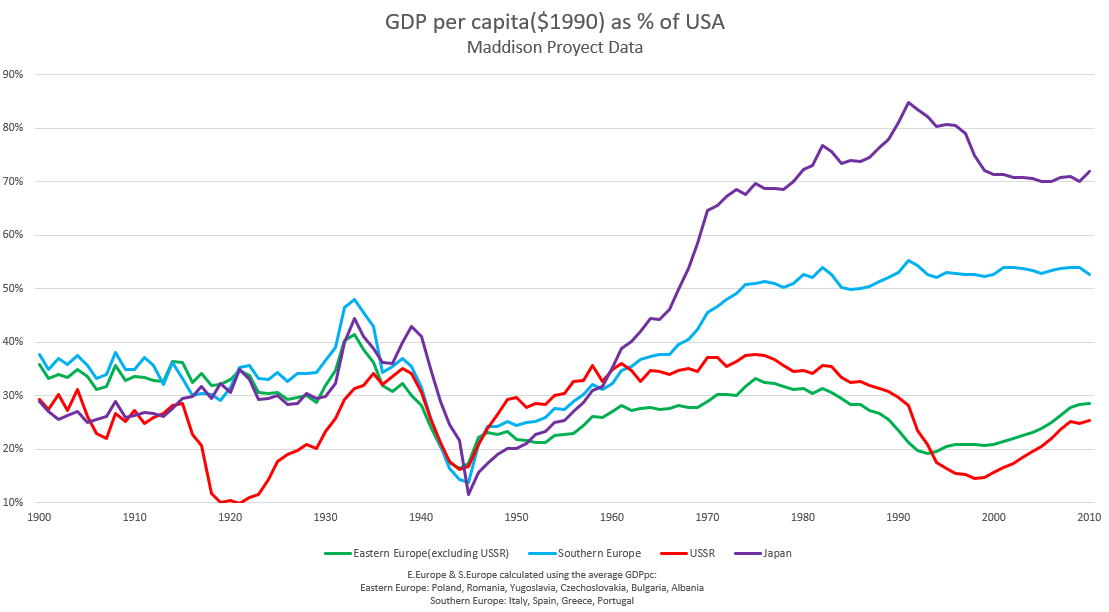
1900년부터 2010년까지 동구권의 1인당 GDP와 미국 1인당 GDP의 관계

세계은행의 1990년 GDP 추정치가 저평가된 현지 통화로 인해 동구권 GDP를 과소평가한다는 주장이 있을 수 있지만, 1인당 소득은 분명히 상대 국가들보다 낮았다. 동독은 동구권에서 가장 발전된 산업 국가였다. 1961년 베를린 장벽이 건설되기 전까지 동독은 숙련된 노동자들이 서방으로 유출되어 "사라지는 위성"으로 불릴 정도로 약한 국가로 여겨졌다. 장벽이 숙련된 노동자들을 가둔 후에야 동독은 동구권의 최고 경제 강국으로 부상할 수 있었다. 그 후 동독 시민들은 소련, 폴란드 또는 루마니아 시민들보다 더 높은 생활 수준과 더 적은 물품 부족을 누렸다.
공식 통계는 비교적 장밋빛 그림을 그렸지만, 동독의 경제는 중앙 계획의 증가, 폐쇄경제, 석유 대신 석탄 사용, 몇몇 선택된 기술 집약적 분야에 대한 투자 집중, 노동 시장 규제로 인해 침식되었다. 그 결과, 동독과 서독 노동자당 거의 50%에 가까운 생산성 격차가 존재했다. 그러나 이 격차는 상품이나 서비스의 디자인 품질을 측정하지 않으므로 실제 1인당 생산량은 14%에서 20%까지 낮을 수 있다. 동독의 평균 월별 총 임금은 서독의 약 30% 수준이었지만, 세금을 고려하면 60%에 육박했다.
게다가 임금의 구매력은 크게 달랐는데, 1990년까지도 동독 가구의 약 절반만이 자동차나 컬러 텔레비전을 소유하고 있었고, 이 두 가지는 서독 가구에서는 표준적인 소유물이었다. 동독 마르크는 동독 내 거래에서만 유효했으며, 합법적으로 수출되거나 수입될 수 없었고, 고급 상품을 판매하는 동독의 인터숍에서도 사용될 수 없었다. 1989년에는 동독 노동력의 11%가 농업에, 47%가 2차 산업에, 42%가 서비스업에 종사하고 있었다.
일단 설치된 경제 시스템은 정치적으로 신뢰할 수 있는 경영의 중요성과 대기업에 부여된 명성 때문에 변화하기 어려웠다. 1970년대와 1980년대에는 에너지 가격과 같은 산업 투입 비용이 증가하면서 비효율성으로 인해 성과가 감소했다. 서방보다 성장이 뒤쳐졌지만, 성장은 분명히 있었다. 소비재는 1960년대에 점차 더 많이 이용 가능해지기 시작했다.
동구권이 해체되기 전, 일부 주요 산업 부문은 손실을 보면서까지 원자재의 실제 가치보다 낮은 가격으로 서방에 제품을 수출하고 있었다. 헝가리의 철강 비용은 서유럽의 두 배였다. 1985년에는 헝가리 국가 예산의 4분의 1이 비효율적인 기업을 지원하는 데 사용되었다. 불가리아 산업의 엄격한 계획은 경제의 다른 부분에서 지속적인 초과수요를 의미했다.

## 개발 정책

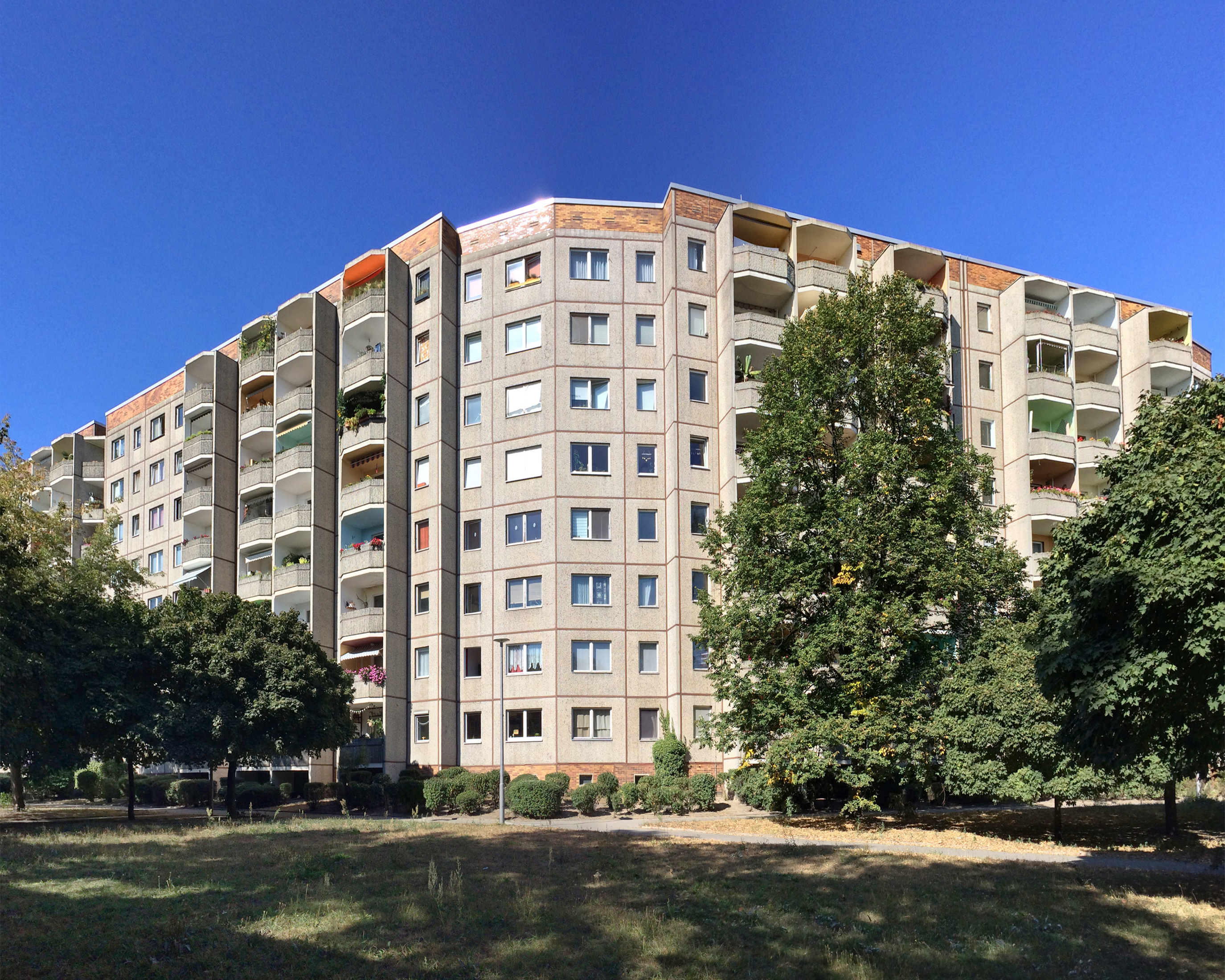
동독의 플라텐바우 아파트 단지

사회적으로 레오니트 브레즈네프의 18년 통치(1964~1982년) 기간 동안 실질 소득은 1.5배 이상 증가했다. 1억 6천만 평방미터 이상의 주거 공간이 완공되어 1억 6천만 명 이상의 사람들에게 제공되었다. 동시에 가족의 평균 임대료는 가족 수입의 3%를 넘지 않았다. 주택, 의료, 교육의 전례 없는 저렴함이 있었다.
1986년 소련 과학 아카데미 사회학 연구소가 실시한 설문조사에서 응답자의 75%는 지난 10년보다 생활이 나아졌다고 답했다. 소련 성인의 95% 이상은 자신을 "상당히 잘 살고 있다"고 생각했다. 응답자의 55%는 의료 서비스가 향상되었다고 느꼈고, 46%는 대중교통이 개선되었다고 믿었으며, 48%는 공공 서비스 시설이 제공하는 서비스 수준이 높아졌다고 답했다.
1957년부터 1965년까지 주택 정책은 여러 제도적 변화를 겪었으며, 제2차 세계 대전 이후 산업화와 도시화가 주택 공급 증가로 이어지지 않았다. 소련의 주택 부족은 다른 동구권 국가들보다 심각했는데, 도시로의 대규모 이주와 더 많은 전시 파괴 때문이었고, 스탈린이 전쟁 전에 주택에 적절히 투자하기를 거부하면서 악화되었다. 이러한 투자가 일반적으로 기존 인구를 유지하기에 충분하지 않았기 때문에 아파트는 점점 더 작은 단위로 분할되어, 원래 한 가족을 위한 아파트에 여러 가족이 함께 살게 되었다.
전쟁 전에는 소련 가족 한 가구당 방 한 칸이 일반적인 기준이 되었고, 화장실과 부엌은 공유했다. 도시 지역의 주거 공간은 1926년 1인당 5.7평방미터에서 1940년 4.5평방미터로 감소했다. 같은 기간 동안 동구권의 다른 지역에서는 1956년 불가리아에서 1.8명, 1961년 체코슬로바키아에서 2.0명, 1963년 헝가리에서 1.5명, 1960년 폴란드에서 1.7명, 1966년 루마니아에서 1.4명, 1961년 유고슬라비아에서 2.4명, 1961년 동독에서 0.9명이었다.
1953년 스탈린 사망 후, 경제적인 "새로운 노선" 형태가 개인 주택 건설의 부활을 가져왔다. 개인 건설은 1957년에서 1960년 사이에 많은 동구권 국가에서 정점에 달한 후, 국가 및 협동조합 주택의 가파른 증가와 함께 동시에 감소했다. 1960년까지 동구권 모든 국가에서 1인당 주택 건설 비율이 증가했다. 1950년에서 1975년 사이에 주택 부족이 심화된 것은 일반적으로 전체 투자 중 주택에 할당된 비율이 감소했기 때문이다. 그러나 이 기간 동안 총 주택 수는 증가했다.
이 기간의 마지막 15년(1960-1975) 동안에는 공급 측면 해결책이 강조되었는데, 이는 산업화된 건축 방식과 고층 주택이 전통적인 벽돌 조적식 저층 주택보다 더 저렴하고 빠를 것이라고 가정했다. 이러한 방식은 조립식 부품을 생산하는 제조업체와 현장에서 조립하는 조직을 필요로 했는데, 계획자들은 이 둘이 강력한 정치적 인맥을 가진 많은 수의 비숙련 노동자를 고용할 것이라고 가정했다. 최종 고객인 주민의 참여 부족은 건설 비용 증가와 열악한 품질의 작업의 한 요인이 되었다. 이로 인해 철거율이 높아지고, 조악하게 건설된 주택을 수리하는 데 더 많은 비용이 들었다. 또한, 열악한 품질의 작업으로 인해 국가 독점 기업에서 조달할 수 없는 건축 서비스 및 자재에 대한 암시장이 형성되었다.
대부분의 국가에서 완공(신축 주택 건설)은 1975년에서 1980년 사이에 최고조에 달했다가 악화되는 국제 경제 상황으로 인해 감소했다. 이는 불가리아, 헝가리, 동독, 폴란드, 루마니아(1960년에도 초기 정점이 있었음), 체코슬로바키아, 유고슬라비아에서 발생했으며, 소련은 1960년과 1970년에 정점을 찍었다. 1975년에서 1986년 사이에 주택에 할당된 투자 비율이 동구권 대부분에서 실제로 증가했지만, 전반적인 경제 상황으로 인해 총 투자액은 감소하거나 정체되었다.
주택 정책에서 사회주의 이념의 채택은 1980년대에 감소했으며, 이는 주민의 필요성에서 잠재적 주민의 지불 능력 조사로 당국의 관점이 전환되는 것과 함께 일어났다. 유고슬라비아는 사적인 주택 금융과 국가 주택 금융을 지속적으로 혼합하고, 중앙 정부 통제와 함께 자치 건설 협동조합을 강조한다는 점에서 독특했다.

## 부족 현상
초기 측정된 부족 현상과 1986년의 부족 현상은 다음과 같다.
| 국가           | 초기 연도 | 초기 연도 부족 | 총 주택 재고 중 % | 1986년 부족 | 1986년 총 주택 재고 중 % |
| -------------- | --------- | -------------- | ----------------- | ----------- | ------------------------ |
| 알바니아       | n/a       | n/a            | n/a               | n/a         | n/a                      |
| 불가리아       | 1965      | 472,000        | 23.0%             | 880,400     | 27.4%                    |
| 헝가리         | 1973      | 6,000          | 0.2%              | 257,000     | 6.6%                     |
| 동독           | 1971      | 340,000        | 5.6%              | 1,181,700   | 17.1%                    |
| 폴란드         | 1974      | 1,357,000      | 15.9%             | 2,574,800   | 23.9%                    |
| 루마니아       | 1966      | 575,000        | 11.0%             | 1,157,900   | 14.0%                    |
| 소련           | 1970      | 13,690,000     | 23.1%             | 26,662,400  | 30.2%                    |
| 체코슬로바키아 | 1970      | 438,000        | 9.9%              | 877,600     | 15.3%                    |
| 유고슬라비아   | n/a       | n/a            | n/a               | 1,634,700   | 23.9%                    |

이것들은 공식 주택 통계이며 낮게 추정될 수 있다. 예를 들어, 소련의 1986년 26,662,400이라는 수치는 대규모 소련 농촌-도시 이주로 인한 부족 현상을 계산하지 않기 때문에 거의 확실히 부족 현상을 과소평가한다. 다른 계산으로는 부족 현상이 59,917,900에 달한다고 추정된다. 1980년대 후반까지 폴란드는 주택 대기 시간이 평균 20년이었고, 바르샤바는 26년에서 50년이었다. 소련에서는 터무니없는 가격으로 광범위한 불법 전대가 발생했다. 동구권 말기에는 소련 소련 공산당 중앙위원회 회의에서 주택의 잘못된 배분과 불법적인 분배에 대한 의혹이 제기되었다.
폴란드에서는 낮은 건설 속도, 열악한 주택 품질(특히 시골에서 더욱 두드러짐), 그리고 큰 암시장이 주택 문제의 원인이었다. 루마니아에서는 사회 공학 정책과 농지 사용에 대한 우려로 인해 높은 밀도와 고층 주택 설계가 강제되었다. 불가리아에서는 1970년대와 1980년대에 모노리스 고층 주택에 대한 이전의 강조가 다소 약해졌다. 소련에서는 주택이 아마도 가장 주요한 사회 문제였을 것이다. 소련의 주택 건설 속도는 높았지만, 품질은 열악했고 철거율도 높았는데, 이는 부분적으로 비효율적인 건설 산업과 건설 자재의 품질 및 양 부족 때문이었다.
동독 주택은 품질 부족, 숙련된 노동력 부족, 자재, 부지 및 허가 부족으로 어려움을 겪었다. 확고한 스탈린주의 국가인 알바니아에서는 주택 블록(패널카)이 검소했으며, 6층짜리 계단식 건물이 가장 흔한 설계였다. 주택은 직장 노동조합에 의해 할당되었고, 직장 내에서 여단으로 조직된 자원 봉사 노동에 의해 건설되었다. 유고슬라비아는 빠른 도시화, 비협조적인 개발, 계층 구조 및 명확한 책임 부족으로 인한 열악한 조직, 낮은 건축 생산성, 건축 기업의 독점적 지위, 비합리적인 신용 정책으로 고통받았다.

## 같이 보기
- 글라스노스트
- 페레스트로이카
- 도이 머이
- 덩샤오핑 이론